# 月曜深夜枠のアニメ (青森テレビ)
月曜深夜枠のアニメ（げつようしんやわくのアニメ）は、2018年より、青森テレビで月曜日の深夜に放送しているアニメ枠である。

## 概要
同時間帯は、2018年4月16日までは、TOKYO MXで放送された「俺の旅番組」を放送。

## 現在の放送時間
- 月曜日　25:25 - 25:55

## 過去の放送時間
- 2018年4月23日 - 2019年3月25日 25:28 - 25:58
- 2019年4月1日 - 2020年2月24日　25:25 - 25:55
- 2020年7月6日 25:20 - 25:50
- 2020年7月13日 - 2020年9月21日 - 25:29 - 25:59

## 放送リスト
| 作品名                         | 制作                             | 放送期間                       | 備考                                                           |
| ------------------------------ | -------------------------------- | ------------------------------ | -------------------------------------------------------------- |
| 魔法少女サイト                 | production dóA                   | 2018年4月23日 - 7月9日         | 毎日放送で2018年4月 - 6月にかけて放送された [1]                |
| ハイスコアガール(1期）         | J.C.STAFF                        | 2018年7月23日 - 10月8日        | TOKYO MXで2018年7月 - 9月にかけて放送された 12話まで放送された |
| 色づく世界の明日から           | P.A.WORKS                        | 2018年10月15日 - 2019年1月14日 | 毎日放送で10月 - 12月にかけて放送された                        |
| ドメスティックな彼女           | ディオメディア                   | 2019年1月21日 - 2019年4月8日   | 毎日放送で1月 - 3月にかけて放送された                          |
| ワンパンマン(2期)              | J.C.STAFF                        | 2019年4月29日 - 7月15日        | テレビ東京で4月 - 7月にかけて放送された                        |
| ※ここで約1年間アニメ休止       |                                  |                                |                                                                |
| 邪神ちゃんドロップキック(2期） | ノーマッド                       | 2020年7月6日 - 2020年9月21日   | AT-Xで2019年4月 - 6月にかけて放送された                        |
| D4DJ First Mix                 | サンジゲン                       | 2020年11月2日 - 2021年2月1日   | TOKYO MXで2020年10月 - 1月にかけて放送された                   |
| 五等分の花嫁                   | 手塚プロダクション               | 2021年4月5日 - 2021年6月28日   | TBSテレビで2019年1月 - 3月にかけて放送された                   |
| 五等分の花嫁∬                  | バイブリーアニメーションスタジオ | 2021年7月5日 - 2021年9月20日   | TBSテレビで2021年1月 - 3月にかけて放送された                   |
| 東京リベンジャーズ             | ライデンフィルム                 | 2021年9月27日 - 2022年3月21日  | 毎日放送で2021年4月 - 9月にかけて放送された                    |
| プラチナエンド                 | シグナル・エムディ               | 2022年3月28日 - 2022年9月12日  | TBSテレビで2021年10月 - 2022年3月にかけて放送された            |
| SPY×FAMILY                     | WIT STUDIO、CloverWorks          | 2022年9月19日 - 未定           | テレビ東京で2022年4月 - 6月かけて放送された                    |